# Die Heimkehr der Herde
Die Heimkehr der Herde ist eines von sechs 1565 entstandenen Jahreszeitenbildern Pieter Bruegels des Älteren. Das 117 × 159 cm große Ölgemälde auf Holz stellt den Herbst dar (Oktober und November). Ausstellungsort ist das Kunsthistorische Museum in Wien (Saal 10, GG 1018).

## Das Gemälde

### Inhalt und Gestaltung
Von einem erhöhten Standpunkt blickt der Betrachter auf Hirten, die mit langen Staketen eine Rinderherde in ein Dorf treiben. Unten im Tal fließt ein Fluss und weiter im Hintergrund ragen Berge auf. Vorder- und Hintergrund sind dunkel, der Fluss im Tal liegt dagegen in der Sonne. Die Bäume sind kahl oder kurz davor ihr Laub abzuwerfen und am Himmel ziehen Gewitterwolken auf. Nahe der Bildmitte ist ein Vogelnetz zu sehen und dahinter im Mittelgrund ein Galgenhügel mit Galgen und aufgerichteten Rädern. Dort und auf der gegenüberliegenden Seite des Flusses sind die Weinberge bereits abgeerntet oder es findet die Nachlese statt. Die auffällige weiße Kuh im Vordergrund steigert als Repoussoirmotiv die Tiefenwirkung.

### Motiv
Bruegel zeigt in allen seinen Jahreszeitenbildern keine realen Gegenden, sondern aus verschiedenen Elementen zusammengesetzte Überschaulandschaften. Dieses Bild unterscheidet sich von den anderen insoweit, als sich die hügelige Flusslandschaft mit Rinderherde nicht aus flämischen Kalenderbildern oder Gepflogenheiten herleiten lässt. Bruegel nahm hier offensichtlich Anleihe bei der alpinen Viehwirtschaft. Auch Weinbau war im Norden wenig bis kaum verbreitet, wenn auch beliebtes Motiv in Stundenbüchern. Denkbar ist, dass das Bild als gegenläufige Ergänzung eines verlorenen Frühlingsbildes mit Viehherde gedacht war.

### Geschichte und Einordnung
Zu Bruegels Zeit zählte man in den Niederlanden nicht vier, sondern sechs Jahreszeiten: Vorfrühling, Frühling, Frühsommer, Hochsommer, Herbst und Winter. Im Jahr 1565 im Auftrag des niederländischen Kunstsammlers Niclaes Jonghelinck angefertigt, gelangte die Reihe bereits 1594 als Geschenk für Erzherzog Ernst in Habsburgischen Besitz. Zwei weitere Bilder Die Jäger im Schnee (Winter) und Der düstere Tag (Vorfrühling) gehören zur Sammlung des Kunsthistorischen Museums Wien. Die Heuernte (Frühsommer) befindet sich im Palais Lobkowitz in der Prager Burg und Die Kornernte (Hochsommer) im Metropolitan Museum of Art in New York. Das Frühlingsbild ist verloren → Pieter Bruegel der Ältere (Die Jahreszeitenbilder).